# 阿美利加明尼路
阿美利加明尼路（America Mineiro）或阿美利加足球會，或稱為阿美利加MG，为巴西米纳斯吉拉斯州州府贝洛奥里藏特的一个足球俱乐部。美洲队主场位于独立体育场。

## 荣誉
- 國際
- 國家
- 巴西足球乙级联赛
  - 冠军：1997, 2017
- 巴西足球丙级联赛
  - 冠军：2009
- 州際
- 南米纳斯杯足球赛
  - 冠军：2000
- 米内罗足球锦标赛（米纳斯吉拉斯州足球锦标赛）
  - 冠军：1916, 1917, 1918, 1919, 1920, 1921, 1922, 1923, 1924, 1925, 1948, 1957, 1971, 1993, 2001, 2016
  - 亚军：1915, 1930, 1931, 1942, 1948, 1958, 1959, 1960, 1964, 1973, 1992, 1995, 1999
- Taça Minas Gerais
  - 冠军：2005